# West Hants (regional municipality)
West Hants, West Hants Regional Municipality – jednostka samorządowa (regional municipality) w kanadyjskiej prowincji Nowa Szkocja powstała 1 kwietnia 2020 z połączenia dotychczasowych samorządów zachodniej części hrabstwa Hants: miasta Windsor i municipal district West Hants.